# Takkajärvi
Takkajärvi är en sjö i Finland. Den ligger i kommunen Puolango i landskapet Kajanaland, i den centrala delen av landet, 600 km norr om huvudstaden Helsingfors. Takkajärvi ligger 188,8 meter över havet. Den är 22,5 meter djup. Arean är 1,13 kvadratkilometer och strandlinjen är 6,36 kilometer lång. Sjön  ingår i Ijo älvs huvudavrinningsområde. 